# 英戈尔夫·维格特
英戈尔夫·维格特（德語：Ingolf Wiegert，1957年11月3日—），德国男子手球运动员。他曾代表东德参加1980年夏季奥林匹克运动会手球比赛，获得一枚金牌，他在比赛期间共进球10次。